# Martin Oehry (Fussballspieler)
Martin Oehry (* 11. Oktober 1964 in Rankweil) ist ein ehemaliger liechtensteinischer Fussballspieler.

## Karriere

### Vereine
In seiner Jugend spielte Oehry für die USV Eschen-Mauren, bei der er 1987 in den Herrenbereich befördert wurde. 1990 schloss er sich dem österreichischen Verein SC Austria Lustenau an. Ein Jahr später kehrte er zur USV Eschen-Mauren zurück. Nach Stationen bei den österreichischen Klubs SV Frastanz, FC Schruns und dann erneut SV Frastanz unterschrieb er 1998 einen Vertrag beim FC Rot-Weiß Rankweil. Mit dem Verein wurde er in der Saison 2001/02 Meister der viertklassigen Vorarlbergliga und stieg damit in die Regionalliga West auf. Zwischen 2003 und 2005 war er vereinslos. In der Saison 2005/06 spielte er für den SC St. Gallenkirch, bevor er zur folgenden Spielzeit seine Karriere beendete.

### Nationalmannschaft
Oehry gab sein Länderspieldebüt in der liechtensteinischen Fussballnationalmannschaft am 26. Oktober 1993 beim 0:2 gegen Estland im Rahmen eines Freundschaftsspiels. Bis 1998 war er insgesamt acht Mal für sein Heimatland im Einsatz.

## Erfolge
- Liechtensteiner Fussballer des Jahres: 1991/92
- Meister der Vorarlbergliga: 2001/02